# Francisco Hotman

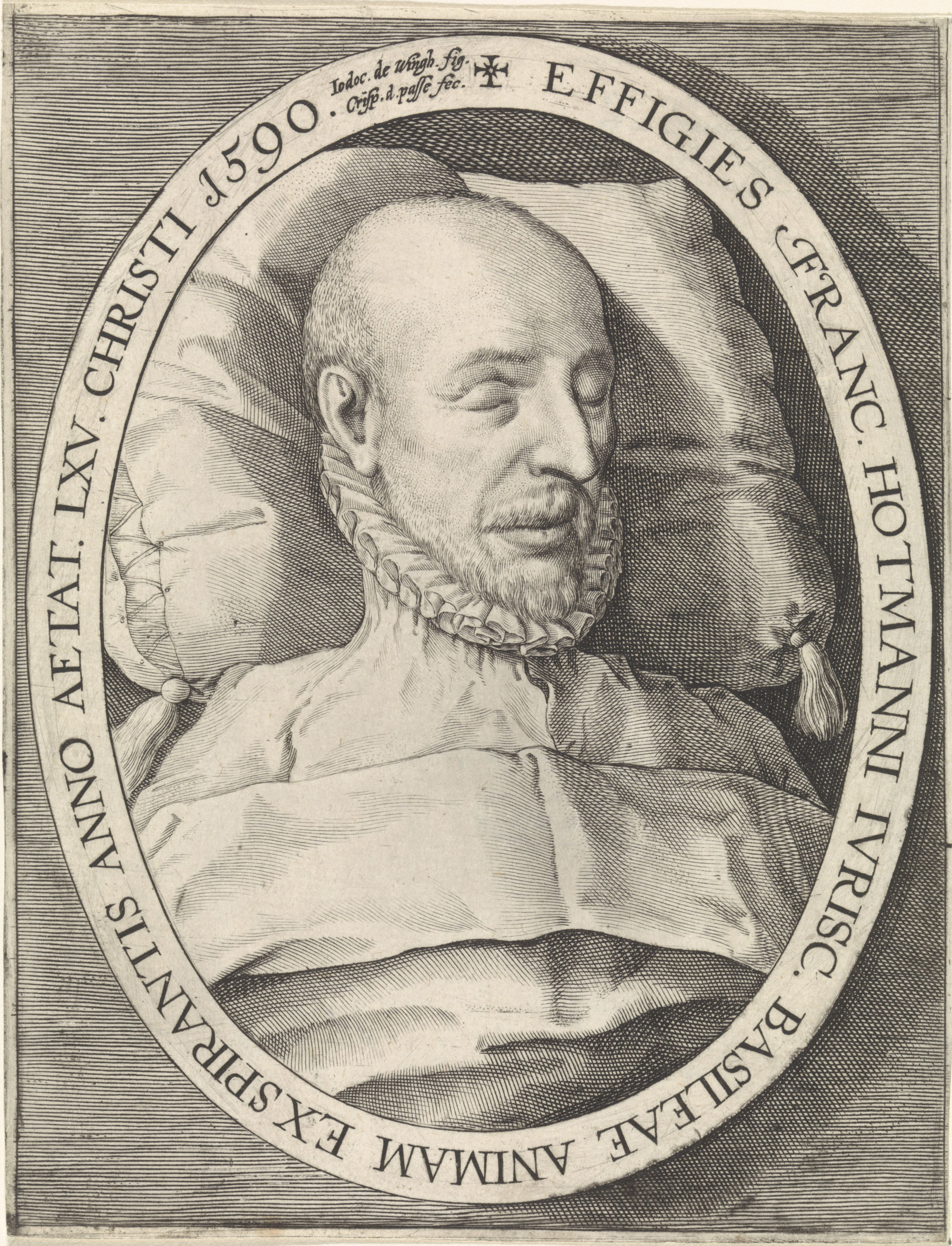
François Hotman, grabado por Crispijn van de Passe

Francisco Hotman (París, Francia, 23 de agosto de 1524 - Basilea, Suiza, 12 de febrero de 1590) fue un abogado y escritor francés. Tradicionalmente se le considera una de las figuras más prominentes, junto a Teodoro de Beza, Duplessis-Mornay y Juan Althusius, de los llamados pensadores monarcómanos protoliberales.

## Origen y trayectoria
Nacido de un padre católico practicante, consejero en el Parlamento de París, Hotman se convirtió al protestantismo en 1547 y estuvo muy implicado más tarde en la conjura de Amboise (en marzo de 1560). Refugiado en Suiza, fue muy activo en los complots anticatólicos de la época. Su hermano era Antoine Hotman.
Actúa como profesor de Derecho romano en numerosas universidades y su papel le abre las puertas de cursos en Prusia, en Hesse y de Isabel de Inglaterra. Se presenta en Fráncfort con Juan Calvino, y los jefes hugonotes le confían misiones confidenciales, haciéndose acreditar por Catalina de Médici. Será profesor de filología en Lausana y después profesor de Derecho en Estrasburgo en 1556. Se va a la Corte del rey de Navarra, futuro Enrique IV de Francia. Es nombrado profesor de Derecho en Valence por el obispo Montluc, y después en Bourges en 1567.
Convertido en Consejero de Estado de Enrique IV, se le encarga el reclutamiento de tropas pro-hugonotes en Suiza. Pasa una gran parte de su vida en el exilio en Suiza. Después de la Matanza de San Bartolomé, huye a Ginebra y muere en Basilea en 1590.

## Francogallia
Su obra más importante es Francogallia (La Galia Francesa), escrita como reacción a la Matanza de San Bartolomé y publicada en latín en 1573, y más tarde en francés en 1574. Al ser un avanzado a su tiempo, no encontró ningún apoyo por parte de los católicos o de los hugonotes de su época. Su teoría ha sido comparada con la del contrato social de Jean-Jacques Rousseau. En ella propone un gobierno representativo y una monarquía electiva. Afirma que la corona de Francia no es hereditaria, sino electiva, y que el pueblo tiene derecho a deponer y crear a los reyes.

### Impacto político
Este libro es un elemento clave en el desarrollo de la teoría de democracia representativa. Se trata del primer programa político de los hugonotes de cara a su acceso al poder. La obra será muy célebre en su época. Las teorías de Hotman influyeron en dirigentes políticos, como Fidel Castro, quien en 1953 justificó la legitimidad de su movimiento en su discurso La historia me absolverá citando a Hotman: entre gobernantes y súbditos existe el vínculo de un contrato, y que el pueblo puede alzarse en rebelión frente a la tiranía de los gobiernos cuando éstos violan aquel pacto.
Desde su primera publicación, Francogallia dio lugar a una polémica política que conllevó numerosas respuestas y refutaciones, principalmente Ad Franc. Hotomani... Responsio (1575), atribuida unas veces a Jean Pierre Masson y otras a Antoine Matharel, y Contra Othomani Francogalliam Libellus de Pierre Turrel (1576).

## Publicaciones
- Francisci Hotomani Commentariorum in Orationes M T Ciceronis Volumen Primum (1554). Texto en latín y comentarios en griego de Hotman sobre los discursos de Cicerón.
- Francogallia (1573). Segunda edición: Libellus Statum verteris Rei publica Gallicae, tum deinde a Francis occupatam describens (1574). Traducción francesa: La Gaule française, Fayard, París, 1991.
- L'Anti-Tribonian (1603). Hotman ataca la vinculación de sus colegas al derecho romano. Traducción francesa: Antitribonian, ou, Discours d'un grand et renommé iurisconsulte de nostre temps sur l'estude des loix, Presses Universitaires de Saint-Etienne, 1998.
- Observationes de jure connubiorum: hoc est, de sponsalibus et matrimoniis rite contrahendis ac dissolvendis, seu Repudijs & Divortijs tam veterum Romanorum quam hominum nostri seculi (1618).